# Glypta fumosa
Glypta fumosa là một loài tò vò trong họ Ichneumonidae.